# Перес, Джулия
Ю́ли Рахмава́ти (индон. Yuli Rahmawati), более известная под сценическим именем  Джу́лия Пе́рес (индон. Julia Perez, род. 15 июля 1980 года, Джакарта, Индонезия) — индонезийская актриса, певица в жанре дангдут, фотомодель и предпринимательница.

## Ранние годы
Юли родилась в Джакарте как старшая из трёх сестёр в этнически смешанной (сунды и бетави) семье футболиста Ангкасы Джая (индон. Angkasa Djaya), выступавшего за клуб города Бандар-Лампунг, и футболистки Сри Вулансих (индон. Sri Wulansih), игравшей в клубе «Caprina Cijantung» города Джакарты. Родители развелись в 1988 году, когда Юли была ещё ребёнком. Чтобы прокормить семью, мать Юли была вынуждена брать на себя случайную работу, а впоследствии вышла замуж за бизнесмена.
Окончив школу, Юли начала учёбу на столичных курсах секретарей (индон. Akademi Sekretari Interstudi) по приглашению своей подруги, которая также посоветовала ей найти себе в партнёры белого иностранца. Последовав совету подруги, Юли устроилась работать в принадлежавшую голландцу мебельную фирму и начала встречаться с её владельцем, который предложил девушке работу в Нидерландах. Юли приняла приглашение и провела в Нидерландах три года, изучая нидерландский язык и работая секретаршей.
Во время отпуска в Испании Юли познакомилась с французом Дамиеном Пересом (индон. Damien Perez). 7 октября 2002 года они поженились во Франции. У них не было детей, но в 2007 году у Джулии был выкидыш. В 2009 году Джулия познакомилась с аргентинским футболистом Гастоном Кастанйо, выступавшим в то время за индонезийский клуб «Персиба Баликпапан». В 2010 году Джулия развелась с Дамиеном, объясняя своё решение распутством мужа, а 26 сентября 2013 года, несмотря на противоборство матери браку дочери с футболистом, вышла замуж за Гастона. 12 мая 2016 года суд Южной Джакарты расторг их брак, обязав Гастона выплачивать алименты в размере 15 миллионов индонезийских рупий ежемесячно.
В 2012 году отец Джулии был арестован по обвинению в хранении наркотиков, а в декабре 2013 года он умер. В 2015 году Джулия Перез получила степень «Бакалавр права» в Университете Бунг Карно.

## Карьера
Брак с Дамиеном Пересом открыл Джулии двери в модельный бизнес: она стала позировать для журналов FHM and Maxim во Франции, и вскоре журнал FHM включил её в список «100 самых сексуальных женщин мира». В 2009 году снялась в роли камео в американском кинофильме «Конечный пункт». В 2012 году открыла собственный бизнес: сеть ресторанов «Jupe Fried Chicken» (JFC). В 2013 году в течение трёх месяцев отбывала наказание в тюрьме за драку. В 2014 году у Джулии была диагностирована вторая стадия рака шейки матки. К 2016 году рак достиг четвёртой стадии, и в июне 2017 года Джулия Перес умерла.